# Jelonek rogacz
Jelonek rogacz (Lucanus cervus) – jeden z największych chrząszczy w Polsce, należy do rodziny jelonkowatych. Podlega częściowej ochronie gatunkowej.

## Wygląd
Jest barwy ciemnobrązowej. Osiąga 6 cm długości (bez żuwaczek). Wielkość ciała waha się jednak znacznie w obrębie gatunku (zarówno wśród samców, jak i samic). Żuwaczki samca są potężnie rozwinięte i wydłużone, przypominające kształtem poroże jelenia – stąd polska i łacińska nazwa gatunku. Samice posiadają dużo mniejsze żuwaczki. Jelonek żyje w lasach dębowych, żywiąc się głównie sokiem wyciekającym z pni drzew. Owady dorosłe występują w czerwcu. Jak większość chrząszczy, posiadają zdolność lotu, gdyż błoniaste skrzydła drugiej pary są dobrze wykształcone.

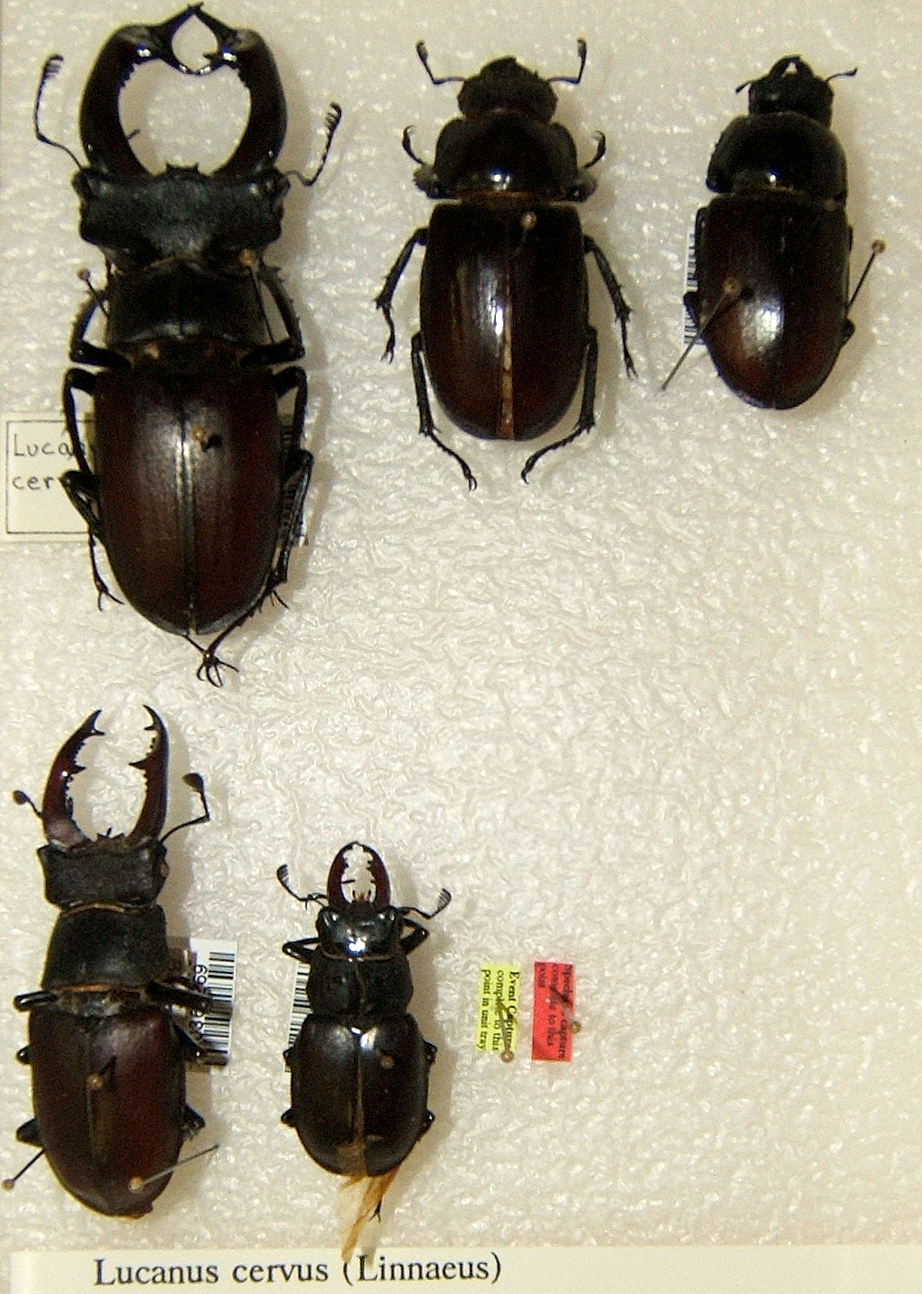
Okazy entomologiczne różnych rozmiarów

## Larwa i poczwarka
Larwa jelonka ma postać pędraka, żyje w zmurszałym drewnie (zwykle w części spodniej, przy ziemi) i żywi się jego  fragmentami. Rozwój larwy trwa około pięciu lat; po tym okresie przepoczwarcza się ona w ziemi. W pełni wykształcone chrząszcze pozostają tam aż do następnej wiosny.

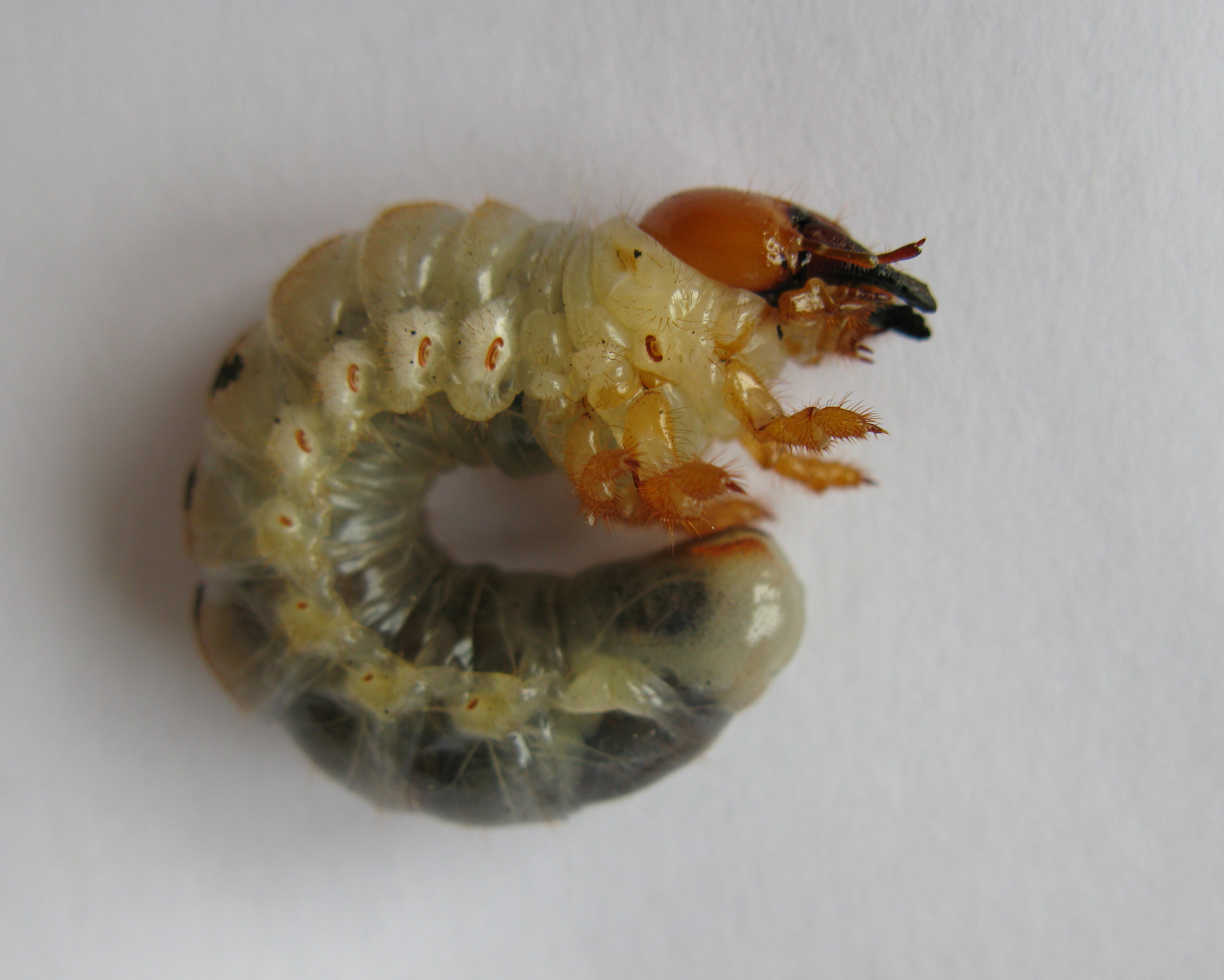
Larwa
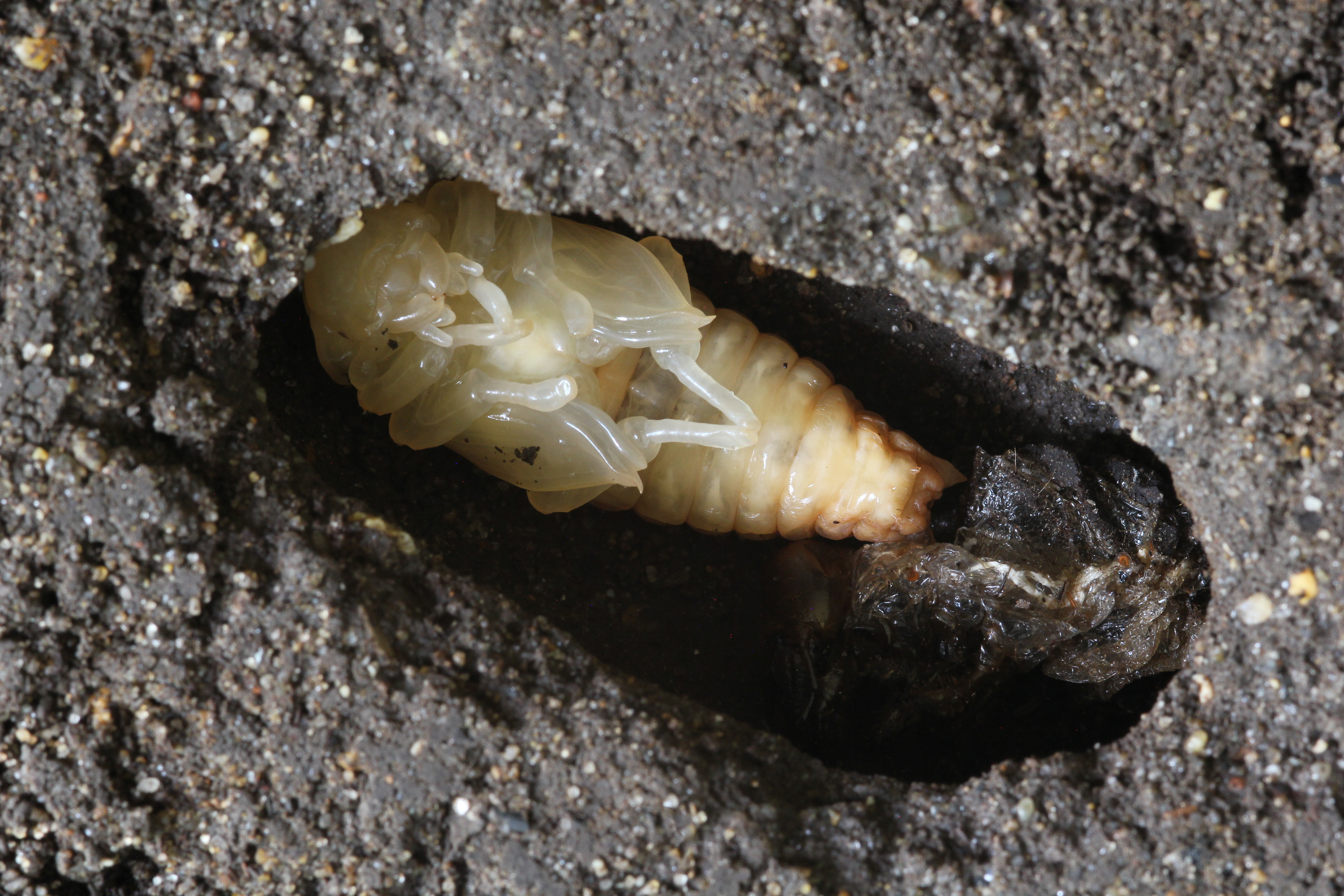
Poczwarka – samica
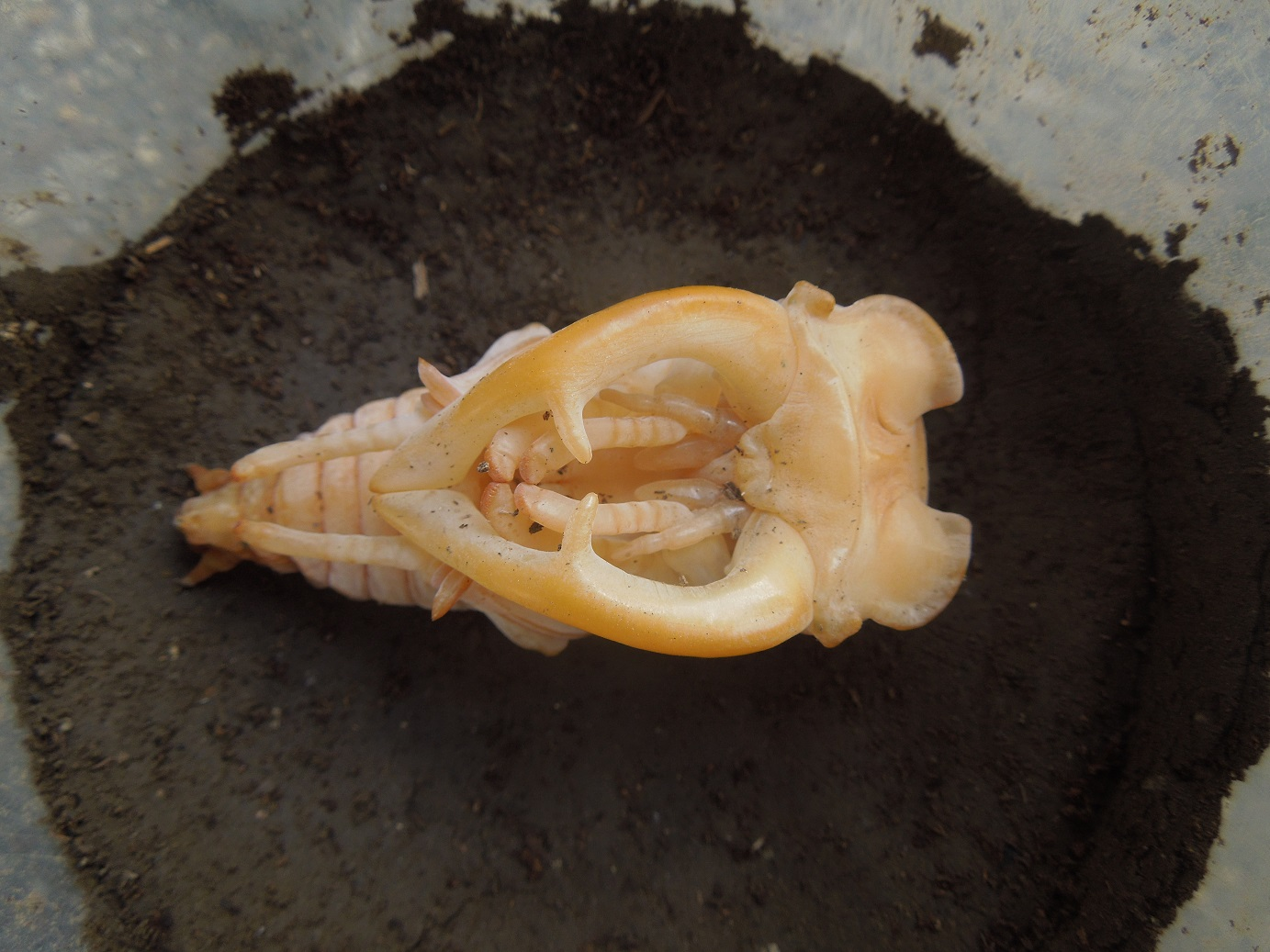
Poczwarka – samiec

Z powodu długiego czasu rozwoju, atrakcyjności z punktu widzenia zbieraczy amatorów, wycinania starych drzew i opryskiwania lasów środkami chemicznymi owad ten został w Polsce niemal doszczętnie wytępiony. Od 1952 roku znajdował się pod ścisłą ochroną gatunkową, a od roku 2014 objęty jest ochroną częściową. 

## Zachowania godowe
W pary łączą się samce i samice o zbliżonych rozmiarach. Samce walczące o samice ustawiają się na gałęzi i okazują sobie nawzajem żuwaczki; następnie, o ile żaden nie zrezygnuje z walki, każdy z nich próbuje przy użyciu żuwaczek chwycić przeciwnika i zrzucić go w dół. W przypadku większych osobników samiec, uzyskawszy dostęp do samicy, umiejscawia się nad nią i od tej pory stale otacza swoimi sześcioma odnóżami i dwiema żuwaczkami, tym samym blokując ją.

## Jelonek rogacz w kulturze
W Lukanii żuwaczki jelonków wykorzystywano jako amulety; z kolei w wierzeniach ludów germańskich owady te bywały uznawane za zesłane przez Thora.

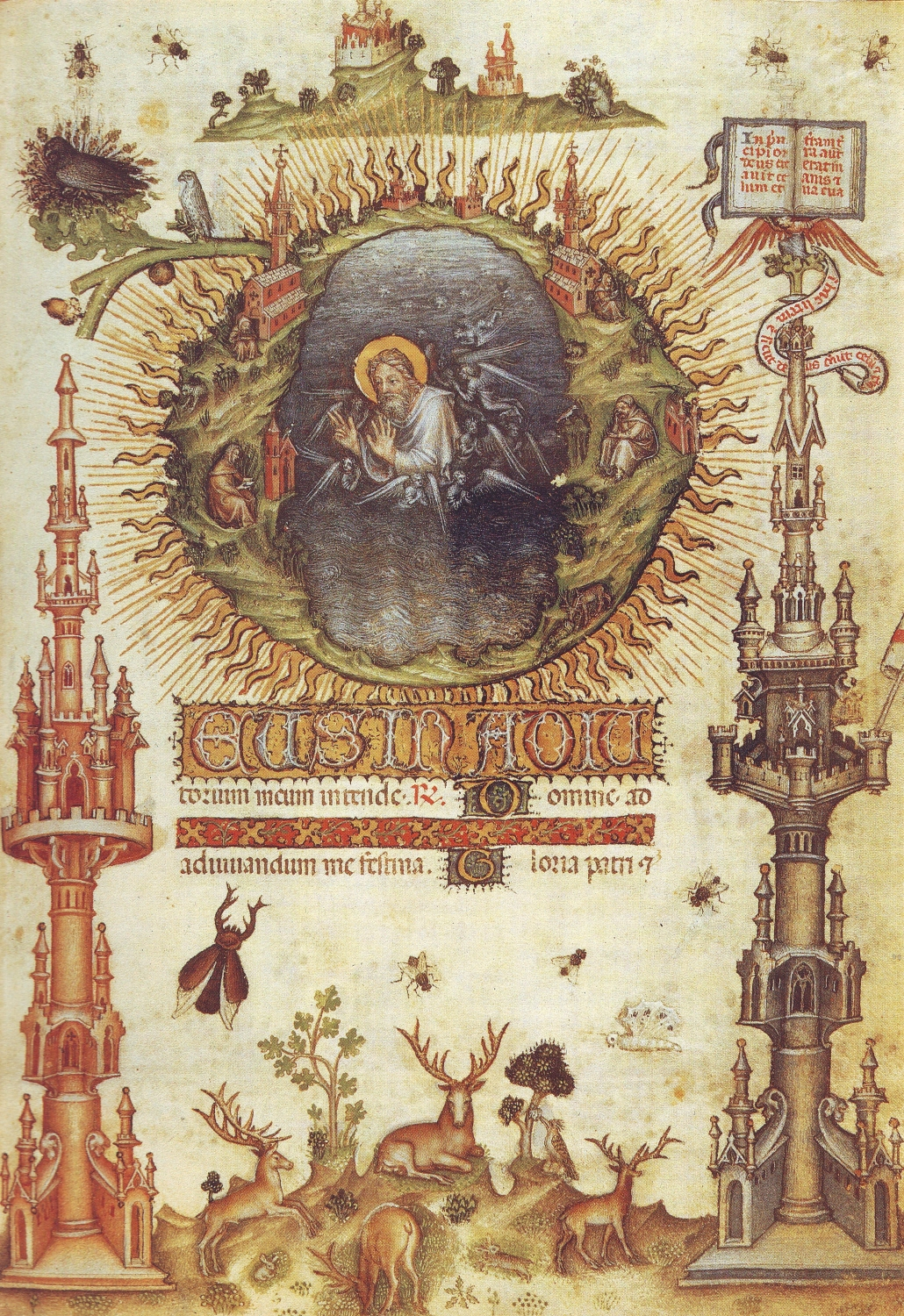
Iluminacje rękopisu Giovannino de Grassi

Ze względu na niezwykły kształt i rozmiary jelonek stanowił również inspirację artystów.
Znane są przedstawienia chrząszcza w miniaturach rękopisu Giovannino De Grassi Officiolo Visconti z 1370 i iluminowanego mszału z 1526 z klasztornej biblioteki w Bressanone.
Wykonane z dokumentacyjną precyzją akwarelowe portrety jelonka pozostawili po sobie Albrecht Dürer i Georg Hoefnagel. Akwarela Dürera z tym chrząszczem została wykorzystana jako główny motyw etykietki włoskiej brandy Divino wyprodukowanej w 1986 w Trydencie.

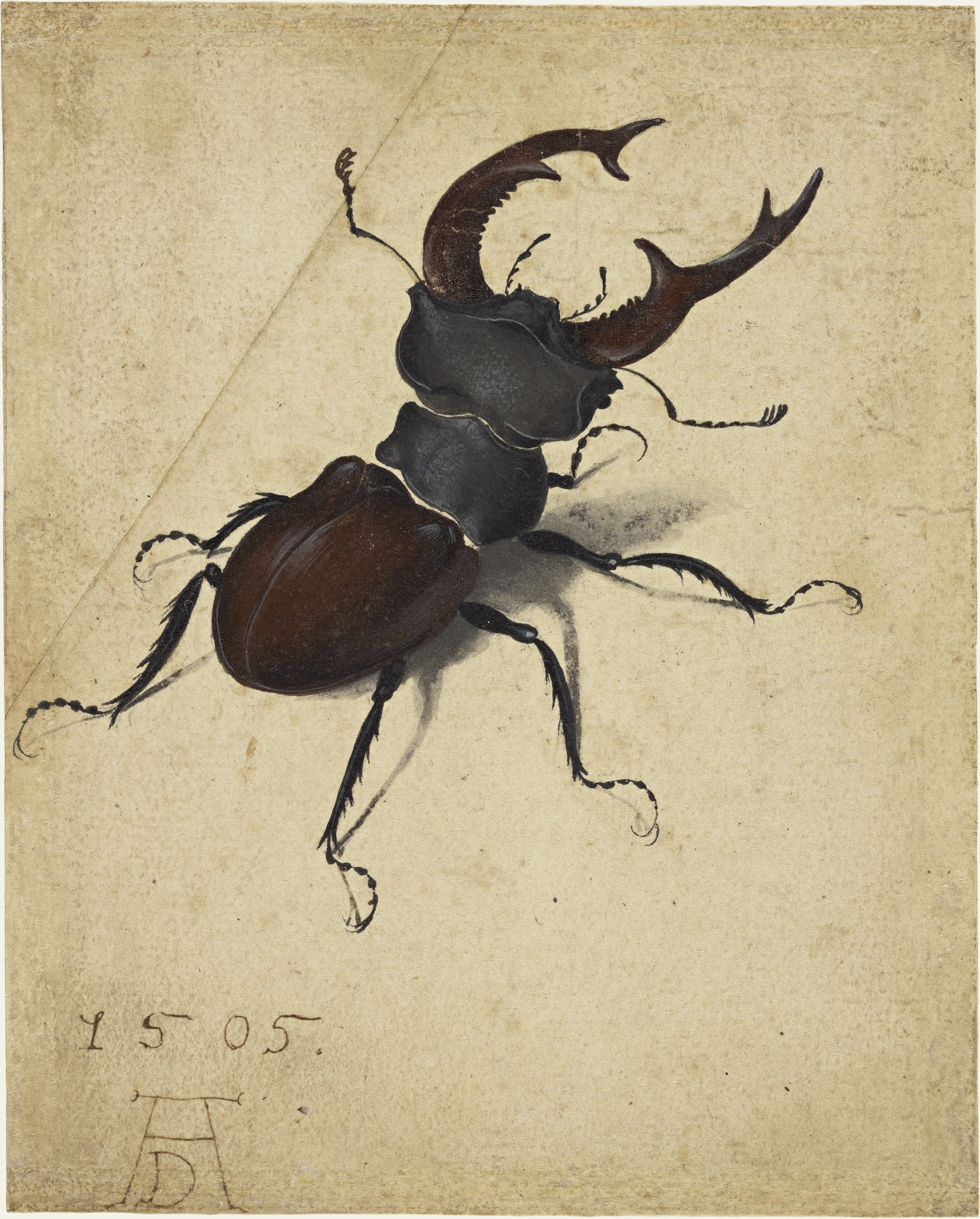
Wizerunek jelonka wykonany w 1505 roku przez A. Dürera
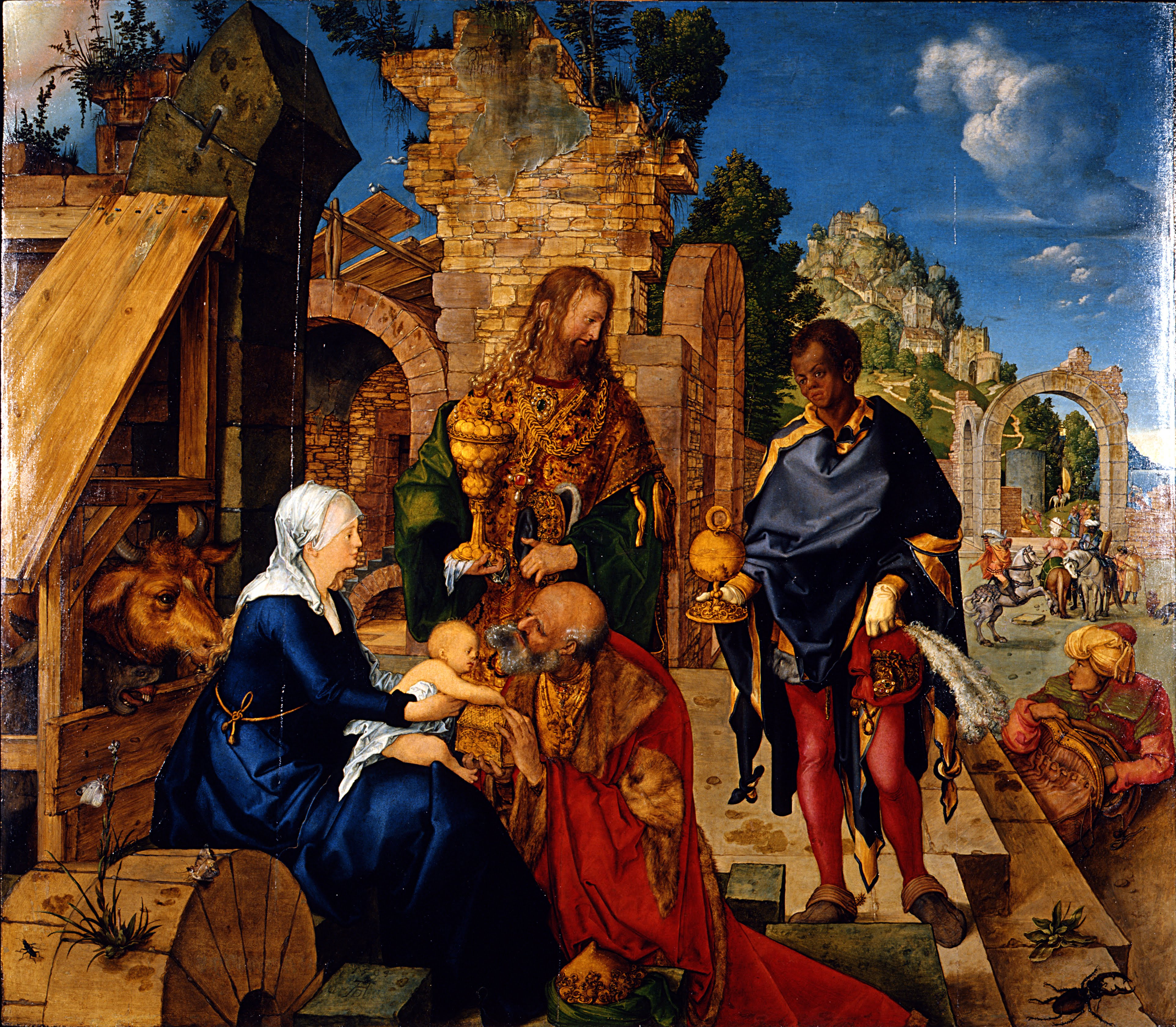
Hołd Trzech Króli autorstwa tego samego artysty; jelonek rogacz widoczny w prawym dolnym rogu

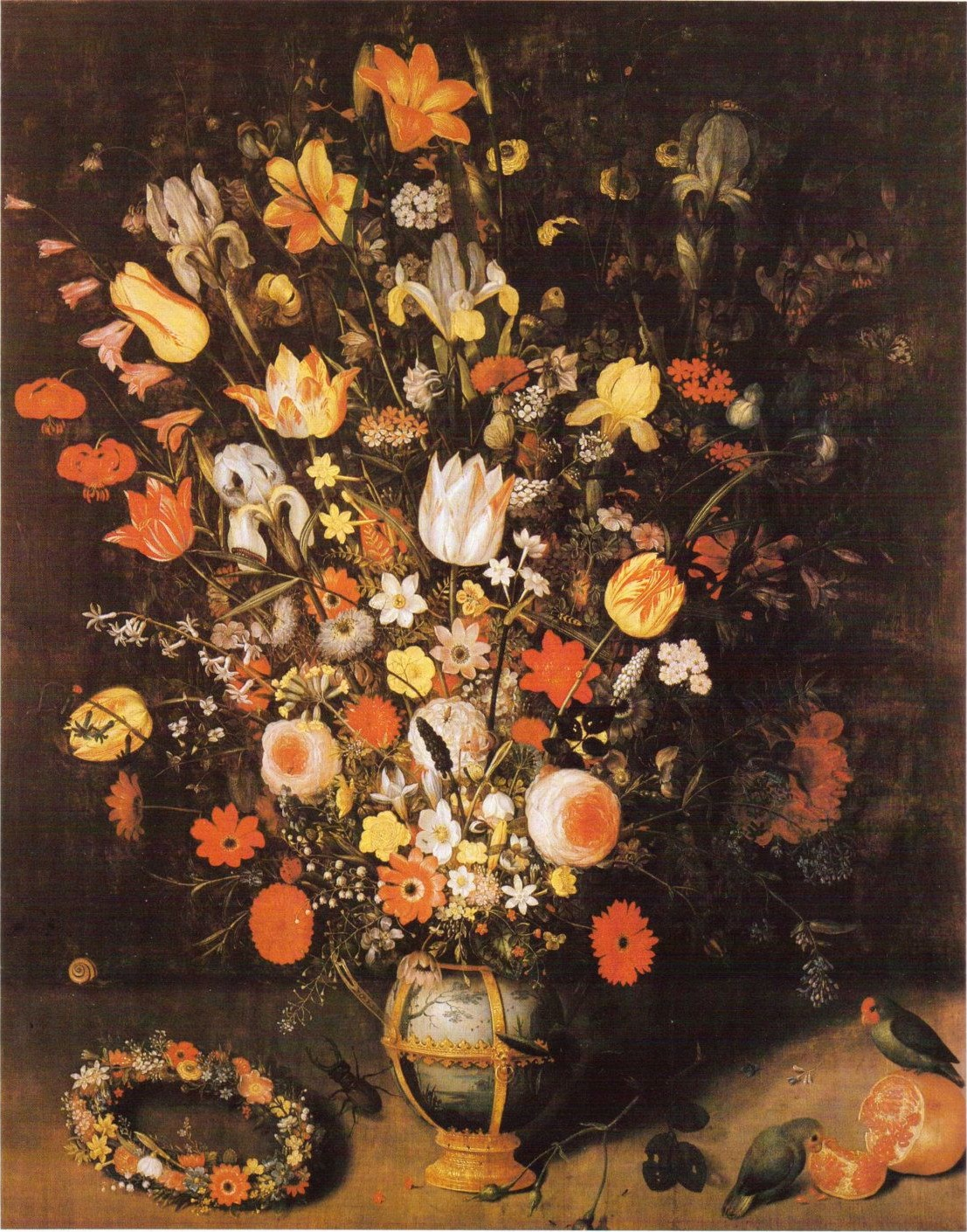
Peter Biboit Waza z kwiatami, ca. 1620. Jelonek widoczny po lewej stronie wazy

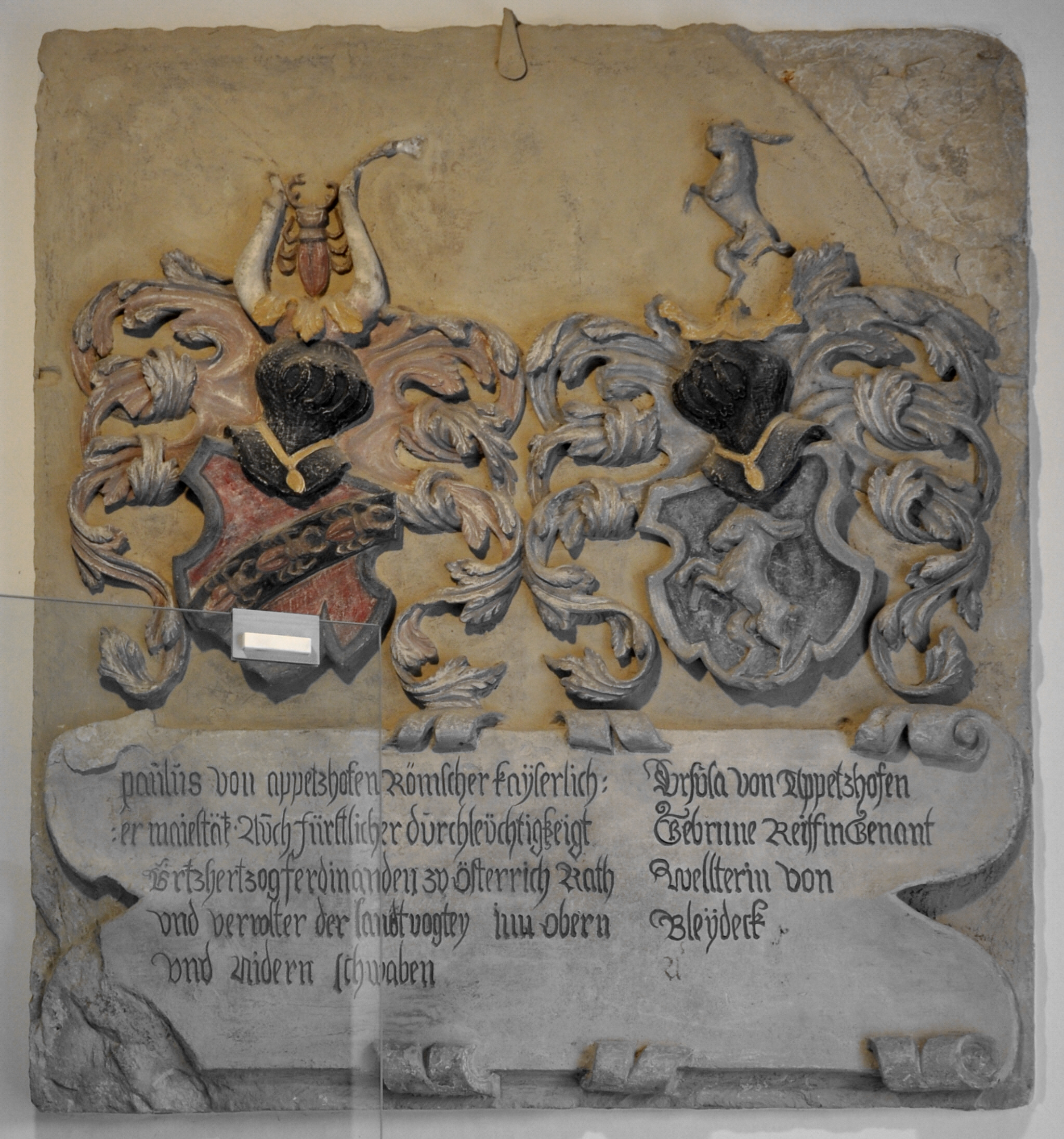
Jelonki w herbie Paulusa von Appetzhofen (1566-1684), założyciela zamku Weingarten

Realistyczne wizerunki jelonka spotykane są często w niderlandzkich martwych naturach, m.in. w kompozycjach kwiatowych Petera Binoita z początku XVII w.
Stylizowane przedstawienia chrząszcza spotykane są w dziełach sztuki okresu secesji, m.in. w rysunkach Stanisława Wyspiańskiego i Alfonsa Muchy.
Jelonek spotykany jest również w numizmatyce i filatelistyce, szczególnie w edycjach serii poświęconych ochronie przyrody. Znaczki z nim wydały między innymi poczty Albanii, Bułgarii, Belgii, Czechosłowacji, Jugosławii, NRD, Polski, Węgier i Wielkiej Brytanii.
Narodowy Bank Polski wydał w 1997 kolekcjonerską srebrną monetę 20 zł z wizerunkiem jelonka.
Jelonek występuje również w baśniach i literaturze dla dzieci, często jako król owadów lub rycerz.
W prologu powieści Alfreda Szklarskiego Tomek w krainie kangurów (pierwszej o przygodach Tomka Wilmowskiego) jelonek jest użyty w szkolnym psikusie.
Rzadkim przypadkiem występowania tego owada w heraldyce jest nadanie przez brytyjską heroldię herbu z nim w klejnocie Williamowi Hartwellowi w początku XVI wieku. Jelonek występuje także w herbach kilku rodów o nazwisku Schröder (Schrötter, Schrödder), m.in. patrycjuszowskiej rodziny z Gdańska. Są to herby mówiące, gdyż nazwa rodziny Lucanidae w języku niem. brzmi właśnie die Schröter. Także w herbie Paulusa von Appetzhofen, założyciela zameczku namiestnikowskiego w Weingarten występują trzy jelonki złote na czarnym skosie, a w klejnocie jelonek w słup między bawolimi rogami.